# Józef Nawrot
Józef Nawrot   (Cracòvia, 24 de setembre de 1906 - Southsea, 24 de setembre de 1982) és un exfutbolista polonès de la dècada de 1930.
Fou 19 cops internacional amb la selecció polonesa.
Pel que fa a clubs, defensà els colors de Cracovia, Legia Varsòvia i Polonia Warsaw.